# Madang
Madang je město v Papui Nové Guineji. Leží v severní části země na pobřeží Bismarckova moře a je hlavním městem provincie Madang. Žije v něm okolo třiceti tisíc obyvatel. Průměrná teplota ve městě dosahuje 27 °C a srážky se pohybují okolo 3440 mm ročně.
Prvním Evropanem, který místo navštívil, byl v roce 1871 Nikolaj Nikolajevič Miklucho-Maklaj. Roku 1886 zabral pobřeží pro Německo kapitán Otto Finsch a v roce 1891 vznikla osada Friedrich-Wilhelmshafen, která byla správním střediskem Německé Nové Guiney až do roku 1899, kdy ji nahradilo Herbertshöhe. Po první světové válce zde vládli Australané s výjimkou let 1942 až 1944, kdy Madang okupovala japonská armáda. Od roku 1975 patří Madang nezávislému státu Papua Nová Guinea.
Madang má přístav a letiště a je vyhledáván turisty díky své malebné poloze na pobřeží zálivu Astrolabe Bay obklopeného horami, vyznačuje se koloniální architekturou a četnými parky a golfovými hřišti. Je také známý jako jedno z nejbezpečnějších měst v zemi. Sídlí zde katolická vysoká škola Divine Word University. Hlavními ekonomickými aktivitami jsou zpracování dřeva, ryb, tabáku, kávovníku a kokosových ořechů. Symbolem Madangu je maják Kalibobo, vysoký 27 metrů a připomínající australské vojáky, kteří zde padli za druhé světové války.